# Spirorbis parallela
Spirorbis parallela är en ringmaskart som beskrevs av Vine 1972. Spirorbis parallela ingår i släktet Spirorbis och familjen Serpulidae. Inga underarter finns listade i Catalogue of Life.